# Аллія Потеста
Аллія Потеста була вільновідпущеною жінкою (в минулому вона була рабинею, тобто навіть будучи вільною мала обмежені права), яка жила у римському місті Перуджа,  протягом 1-4 століття нашої ери. Вона відома завдяки епітафії на мармуровій табличці, знайденій 1912 року у Via Pinciana (Рим).
Напис вважається однією із унікальним та найцвишуканішим із латинських епітафій,  оскільки містить як типову епітафічну інформацію, так велику кількість особистих та навіть еротичних подробиць.
Вважається, що Аллія мала грецьке коріння, або сама походила з Греції. Цілком ймовірно, що ім'я Potestas, що означає "влада" латинською мовою, було лише перекладом грецького імені Dynamis, що також означає "влада".
Багато суперечок оточує точне датування епіграфа. Під час першого відкриття робота була датована ІІІ-IV ст. н.е., базуючись  на палеографічних ознаках, і тому саме ця дата використовується найчастіше. А стилістичний та лінгвістичний аналіз свідчить про те, що датування другим століттям н.е. є більш імовірним. Незважаючи на те все це, більшість науковців погоджуються між собою, що епітафія не старіша 1 століття н.е., через очевидний вплив Овідія.
Вірш, ймовірно, написаний і оплачений її покровителем (патроном), що очевидно перебував у конкубінаті, вважав її своєю музою (джерелом натхнення). Судячи з тексту, патрон знаходився у значному депресивному пригніченні, однак намагався бути вишуканим у характеристиках, та не шкодував коштів на добру память про неї, враховуючи технічну складність таких робіт в той час.
Епітафія складається з 50 рядків і написана у віршах, переважно в дактильному гекзаметрі.
Автор був досить талановитий та освічений, присутні багато літературних паралелей з Скорботніми елегіїями Овідія. Однак більшість віршів є оригінальними.

## Особливості
Текст можна розділити на три розділи, у першому з яких акцентується увага на чеснотах та рисах характеру, прийнятих у тогочасній примітивній культурі:
- надійна господарка
- охайна в будинку, "і досить чиста на подвір'ї"[4]
- відома всім на своїй вулиці
- небагатослівна та без докору
- першою вставала, і останньою затихала після того, як усе було зроблено належним чином
- ніколи пряжа не покидала її рук без поважної причини
- не дуже задоволена собою, і ніколи не вважала себе вільною, тощо

Другий знаменує її красу напів-еротичними описами, та зазначає, що вона вправно вела господарство з двома молодшими коханцями, які в скорботі старіють поодинці (тобто без неї порушилась гармонія).
В третьому автор скаржиться на її смерть і обіцяє, що вона "проживе так довго, як це тільки можливо, у його віршах".

## Епітафія
Латинська мова
DIS MANIB(us)

ALIAE A(ulus) L(iberta) POTESTATIS
HIC PERVSINA SITA EST QVA NON PRETIOSIOR VLLA

FEMINA DE MVLTIS VIX VNA AVT ALTER VISA

SEDVLA SERIOLA PARVA TAM MAGNA TENERIS

CRVDELIS FATI RECTOR DVRAQVE PERSIPHONE

5 QVID BONA DIRIPITIS EXVPERANTQVE MALA

QVAERITVR A CVNCTIS IAM RESPONDERE FATIGOR

DANT LACHRIMAS ANIMI SIGNA BENIGNA SVI

FORTIS SANCTA TENAX INSONS FIDISSIMA CVSTOS

MVNDA DOMI SAT MVNDA FORAS NOTISSIMA VOLGO

10 SOLA ERAT VI POSSET FACTIS OCCVRRERE CVNCTIS

EXIGVO SERMONE INREPREHENSA MANEBAT

PRIMA TORO DELAPSA FVIT EADEM VLTIMA LECTO

SE TVLIT AD QUIETEM POSITIS EX ORDINE REBVS

LANA CVI E MANIBVS NVNC QUAM SINE CAVSSA RECESSIT

15 OPSEQVIO QVE PRIOR NVLLAM MORESQVE SALVBRES

H[AE]C SIBI NON PLACVIT NUMQVAM SIBI LIBERA VISA

CAN[E..]ALVMINIBVSPVLCEIRIS AVRATAC APILLIS

ET NITOR[...]ACIE PERMANSITEBVRNEVS ILLAE

QVA LEMMO[..]ALEM NVLLAM HABVISSE FERVNT

20 ?ECTORE ET INNI[...]BREVIS ILLE FORMA PAPILLAE

QUID CRVRA ATALANTES STATVS ILLI COMICVS IPSE

ANXIA NON MANSIT SED CORPORE PVLCHRA BENIGNO

LE(VI?)AMEMBRATVLIT PILVS ILLI QVAE SITVS VBIQUE

QVOD MANIBVS DVRIS FVER(IT?) CVPLANEREFORSAN

25 NIL ILLI PLACVIT NISI QVOD PE[.]SESIBIFECERAT IPSA

NOSSE FVIT NVLLVM STVDIVM SIBI SE SATIS ESSE EVTABAT

MANSIT ET INFAMIS QVIA NIL ADMISERAT VMQVAM

HAEC DVO DIM VIXIT IVVENESITA REXIT AMANTES

EXEMPLO VT FIEREN(T?) SIMILES P(Y?)LADIS QVE ET ORESTAE

30 VNA DOMVS CAPIEBAT EOS VNVSQVE ET SPIRITVS (I?)LL(I?)S

POST HANC NVNC IDEM DIVERSI SIBI QVISQ SENESCVNT

FEMINA QVOD STRVXIT TALIS NVNC PVNCTA LACESS(VNT?)

ASPICIT ITE AD TROIAM QVID FEMINA FECERIT OLIM

SIT PRECOR HOC IVS(T?)VM EXEMPLIS INPARVOCRANDIBVS UT(I?)

35 HOSTIBIDAT VERSVS LCHRIMANS SINE FINE PATRONVS

MVNERIS AMISSAE CVINVNC QVA MES PECTORE ADE(META?)

QVAE PVTA FAMISS(I?)S MVNERA GRATA DARI

NVLLA CVI POST (T?)E FEMINA VISA PROBA EST

QVI SINE TE VIVIT CERNIT SVA FVNERA VIVOS

40 AVRO TVVM NOMEN FER(T?) ILLE REFERT QVE LACERTO

QVA RETENERE POTEST AVRO CONIATA POTESTAS

QVANTVM CVMQ TAMEN PRAECONIA NOSTRA VALEBVNT

VERSI CVIIS VIVES QVANDIVCVMQVE MEIS

EFFI(O?)SEM (P?)ROTE TENEO SOLACIA NOSTRI

45 QVAM COLIMVS SANCTES SERTAQVE MVLTA DATVR

CVMQVE AT TE VENIAM MECVM COMITATA SEQVETVR

SED TAMEN INFELIX CVI TAM SOLLEMNIA MANDEM

SITA MEN EXT(I?)T(E?RI FCVITANIVM CREDERE POSSIM

HOC VNVM FELIX AMISSA TE MIHI (FO?)RSANERO

50 E(T?) (M?)IHI (VICISTISORS?)MEA FACT(A?) TVA EST

LAEDERE Q[...] HOC POTERIT AVSVSQVOQVE LAEDERED[....]

HAEC TITVLO INSIGNES CREDITE NVM(E?)N[...](A?)SET

Англійський варіант перекладу
|                                                             | (In the) Hands of the Gods (we commend) Alia Potestatis Freedwoman of Aulus Here lies one who came from Perusia. A better woman was never seen, or at least of all women scarcely one or two surpassed her. All your active body is confined in a little urn. Cruel lord of death and stern Persephone, 5 why do you snatch away what is good and let the worthless remain? Everyone asks for her and I am weary of replying; their tears show their love for her. Strong, honest, frugal, upright, most trusty of housekeepers, neat in the house and on the street, well-known to everybody, 10 she could face every task by herself. A woman of few words she was without reproach. She was the first to rise from her couch, and the last to betake herself to the quiet of her bed after everything had been done in due order. Never did the wool leave her hands without good cause. No one surpassed her in unselfish devotion and in helpful ways. She was not too well pleased with her-self and never thought of herself as free. She was fair, with beautiful eyes and golden hair. No other woman's face was of such ivory-like brightness, they say; her breasts, white as snow, showed their slight form. What shall I say of her legs? She had the bearing of a very Atalanta on the stage. She did not worry about her toilet, but she had a beautiful body and she kept her limbs smooth. Her hands were hard, and perhaps you will count that a fault; but nothing pleased her except what she had done herself with her own hands. She had no wish to make acquaintances, but was content with herself. She was not much talked of because she had done nothing to cause it. While she lived she so managed two youthful lovers that they were like Pylades and Orestes. 30 One house sheltered them both and they lived together in harmony. But now since her death these two men are estranged and each grows old by himself. The work which such a woman accomplished now a few moments destroy. Look at Troy, what a woman once did, if one may compare great affairs with the small. 35 Your patronus with tears that know no end gives these verses as a tribute to you who are lost — your patronus from whose heart you have never been torn — verses which he thinks are pleasing gifts for the dead. Since your death no woman has seemed good to him. He who lives without you, while still living, sees his own death. Your name in gold he always wears upon his arm, there where he can protect it; power (Potestas) is entrusted to gold. And yet as far as my praises shall avail, and as long as my verses live, (you shall live). To comfort me I have an image of you which I cherish as sacred, and to which many a garland is given; and when I come to you, it, too, shall come. Unhappy that I am, to whom shall I commit the solemn rites in your honor? Still, if I find anyone to whom I can give such a trust, in this one respect I shall perhaps count myself fortunate though you are gone from me. 50 Ah me, you have prevailed; as your life is ended, so I, too, live no more. He who insults this tomb, has dared to insult the gods as well. Be assured that she who is celebrated in this inscription has a divinity to protect her. |
| — https://archive.org/stream/jstor-4387223/4387223_djvu.txt | |

Український варіант перекладу
|  | Руками богів (ми схвалюємо) ALIAE вільновідпущена POTESTATIS Тут лежить та, хто прибула із Перусії. Кращої жінки ніколи не було, або, принаймні, ледве з усіх жінок одна чи дві перевершили її. Все ваше активне тіло обмежене у маленькій урні. Жорстокий володар смерті і суворості Персефона, 5 чому ти забираєш найкраще? навіщо залишається нікчемне? Про неї всі просять і я втомився відповідати; їхні сльози показують їхню любов до неї. Сильна, чесна, ощадлива, правдива, найбільш надійна в господарках, охайна в будинку і досить чиста на подвір'ї, на своїй вулиці відома всім 10 вона була єдиною, в кому зустрічались ці факти. ЇЇ небагатослівна промова залишалась без докору. Вона першою ковзала з ліжка, і останньою затихала після того, як усе було зроблено належним чином. Ніколи пряжа не покидала її рук без поважної причини. 15 Ніхто не перевершив її в безкорисливій відданості і в добрих ділах. Вона була не дуже задоволена собою... і ніколи не вважала себе вільною. Білим, з чудовими вогнями і позолоченим блискучим волоссям лишилося її обличчя зі слонової кістки, якого кажуть не було в жодного смертного; 20 її груди, білі, як сніг, з маленькими сосками. Що я скажу про її ноги? Вона мала поставу наче Аталанта на сцені. Вона не сильно турбувалась про свій туалет, але вона мала гарне тіло і вона тримала свої кінцівки гладкими. Її руки були тверді, і, можливо, ви вважатимете це за недолік, але ніщо не тішило її так, 25 як те що вона зробила своїми руками. У неї не було бажання заводити знайомства, але вона була задоволена собою. Про неї небагато говорили, тому що вона нічого не зробила, щоб спричинити це. Поки вона жила, вона так вміло керувала двома молодими коханцями, що вони були схожі як Пілад та Орест. 30 Один будинок прихистив їх обох, і жили вони разом у злагоді. Але після її смерті ці двоє чоловіків розлучилися і кожен старіє сам по собі. Робота яка така жінка досягла тепер кілька моментів знищити. Подивіться на Трою, що колись зробила жінка, якщо можна порівнювати великі справи з малими. 35 Він дарує тобі ці вірші, без кінця плачучи, — ваш патрон [покровитель], з серця якого ви ніколи не будете відірвані — вірші, які, на його думку, є приємним подарунком для померлих. Жодна жінка, побачена після тебе, не здалась йому доброю. Хто живе без вас, той бачить свій похорон живим. 40 В золоті він носить твоє ім'я, і повертає його туди де може зберегти його [кулон?]; довірена золоту "влада" [влада = Potestas, гра слів]. І все ж наші клятви будуть дійсними, ти будеш жити з моїми віршами, поки вони мої. Я маю для вас нашу розраду 45 якою я дорожу як святинею, і до якої багато додається підвіска; коли я прийду до вас, вона буде супроводжувати мене. Але все-таки нещасна я людина, кому я маю замовляти такі церемонії? Все-таки, якщо я когось знайду, кому я можу дати таку довіру в цьому одному відношенні, можливо, я буду вважати себе щасливим, хоч ви пішли від мене. 50 Він сказав мені: як ваше життя закінчилося, тому я теж більше не живу. Той, хто ображає цю могилу - насмілився ображати свого бога також. Будьте впевнені, що вона, яка відзначається в цьому написі, має божество, яке захищає її. |

## Цікаві факти
Епітафія оригінальна і досить незвична серед збережених епітафій з кількох причин.
- Відкрите зображення поліандрії - Аллія гармонійно живе з "двома своїми молодими коханцями", "на зразок моделі Пілада та Ореста".
- Еротичні описи - Аллія «тримала кінцівки гладкими» і «на її білосніжних грудях форма сосків була невеликою».
- Відсутність типової сформульованої надгробної поезії. Більшість уцілілих епітафій зображають своїх сюжетів у більш, з римської точки зору, ідеальному світлі. Жінки в Римі, як очікували, будуть "віддані домашньому господарству, виношенню дитини, цнотливості, покірливості та ідеалу бути все життя univira"[9].

## Дивись також
Вільновідпущеник

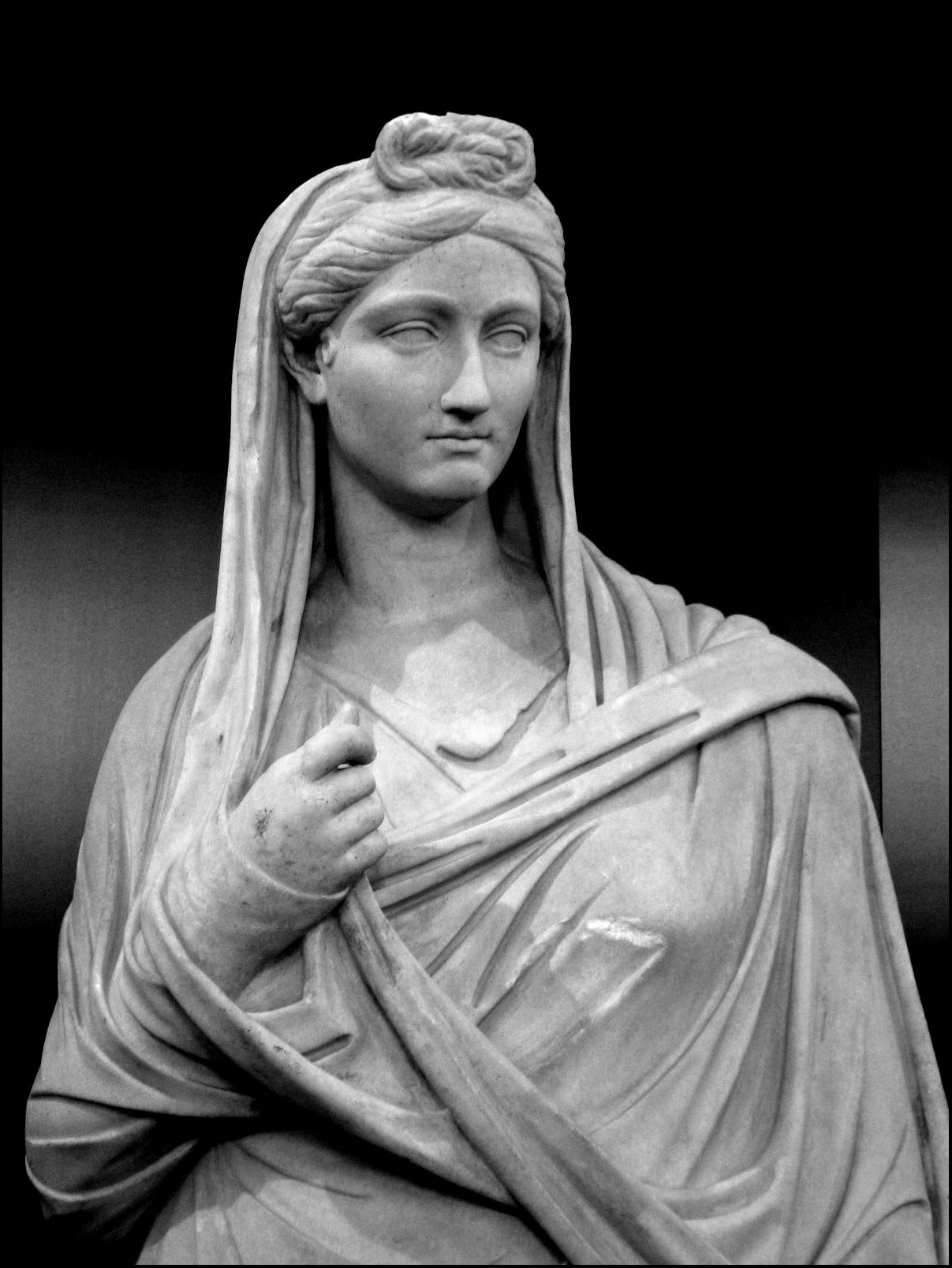
Римська аристократка у типовому вбранні Вібія Сабіна (близько 136 р. від Р.Х), Вихована та добре освічена племінниця Траяна, дружина його наступника Адріана; невідомо про її роль у політиці, залишалася незалежною в особистому житті, не мала дітей і шукаючи емоційне задоволення в коханні

Жінки в Стародавньому Римі, Рабство у Стародавньому Римі,
Конкубінат та Види шлюбів у Стародавньому Римі
Епітафія
Скорботні елегії (Овідій)

## Список приміток
1. 1 2 3 4  Horsfall, N: CIL VI 37965 = CLE 1988 (Epitaph of Allia Potestas): A Commentary, ZPE 61: 1985
2. 1 2  Gordon, A.E: Illustrated Introduction to Latin Epigraphy: Berkeley 1983
3. ↑  
WLGR. Архів оригіналу за 7 червня 2011. Процитовано 20 травня 2020.
4. ↑  Очевидно, подвір'я будинку було призначене для ведення господарства та  худоби, і слідкувати за його чистотою було не прийнято, однак Аллії вдавалось і це, про що окремо зазначено як про особливу якість
5. ↑  Очевидно, типовий початок епітафії
6. ↑  Очевидно серед аристократії цінувались білі та нерозвинені руки, однак автор зазначає що Аллія настільки любила працювати руками та так це її тішило, що він очевидно змирився з цим да дозволяв, хоча для сторонніх це могло бути явним недоліком жіночності
7. ↑  очевидно мається на увазі історія про Єлену Прекрасну, яка стала причиною масштабної Троянської війни
8. ↑  Очевидно, Патрон жалкує що церемонією його поховання не буде керувати Аллія, і переживає
9. ↑  Lewis, Naphtali and Reinhold, Meyer: Roman Civilization: Selected Readings. Volume II: The Empire: Columbia University Press 1990

## Зовнішні посилання
- http://www.stoa.org/diotima/anthology/wlgr/wlgr-mensopinions47.shtml [Архівовано 7 червня 2011 у Wayback Machine.], включає повний переклад епітафії.
- https://archive.org/stream/jstor-4387223/4387223_djvu.txt включає повний переклад епітафії, переклад на англійську мову та літературні паралелі.